# Saproscincus lewisi
Espèce
Saproscincus lewisi est une espèce de sauriens de la famille des Scincidae.

## Répartition
Cette espèce est endémique du Queensland en Australie.

## Description
C'est un saurien ovipare.

## Étymologie
Cette espèce est nommée en l'honneur de Lewis Roberts, naturaliste au Muséum du Queensland.

## Publication originale
- Couper & Keim, 1998 : Two new species of Saproscincus (Reptilia: Scincidae) from Queensland. Memoirs of the Queensland Museum, vol. 42, p. 465-473.